# Королівський дотик

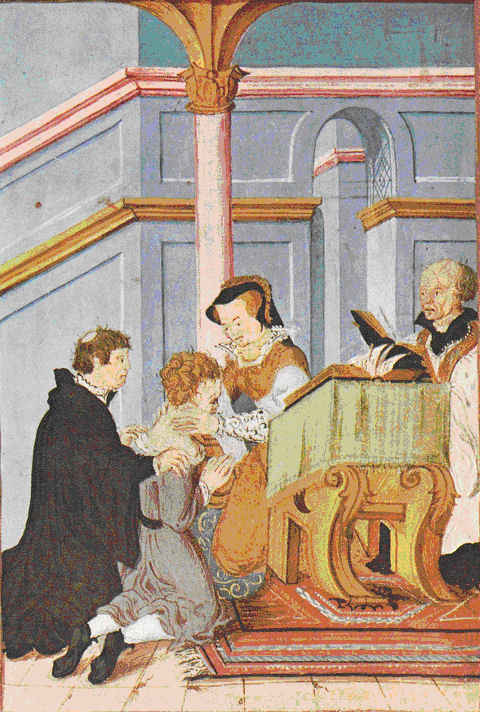
Марія I Англійська торкається до хворого на золотуху, ілюстрація Левіни Терлінк, 16 століття

Королівський дотик (також відомий як дотик короля) — це форма покладання рук, коли французькі та англійські монархи торкалися своїх підданих, незалежно від соціального класу, з наміром вилікувати їх від захворювань. З XVI століття тавматургічний дотик застосовувався до людей, які страждали на туберкульозну інфекцію лімфатичних вузлів (більш відома як золотуха або «королівське зло»), і виключно до них. Хвороба рідко призводила до смерті і часто входила в ремісію сама по собі, створюючи враження, ніби дотик монарха дійсно вилікував її. Наявність сили лікувати людей дотиком, підтверджувала легітимність правління монарха і новостворених династій.

## Походження

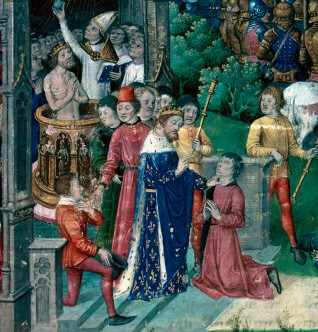
Хлодвіг I та королівський дотик

У Середньовіччі і до XVIII століття вважали, що оскільки королівська влада — від Бога, то королі, як помазанники Божі, можуть лікувати різні недуги своїм дотиком, але лише королі та королеви Англії й Франції були єдиними християнськими правителями, які стверджували, що мають божественний дар (divinitus).Вважалося, що ця особлива здатність свідчить про те, що Бог високо цінує дві монархії, хоча вони так і не дійшли згоди щодо того, чиїм попередникам це було даровано вперше. В Англії вірили, що Едуард Сповідник (пр. 1042—1066) поклав початок цілющій силі.Натомість французи, які простежували походження божественного дару від Філіпа I (пр. 1060—1108) або навіть Роберта II (пр. 987—1031), заперечували, що святий Едуард використовував королівський дотик. Вони наполягали на тому, що першим англійським монархом, який заявив про цю здатність, був Генріх I (пр. 1100—1135), і що його дотик був політично зумовленою імітацією дару, наданого виключно французьким монархам.
Лікар Андре дю Лоран (1558—1609) стверджував, що першим королем, який лікував золотуху, був Хлодвіг I (пр. 481—511), а медієвіст Марк Блок (1886—1944) вважав що, ймовірно, це був Філіп I. Сучасні дослідники, зокрема Френк Барлоу (1911—2009), сходяться на думці, що французька практика походить від Людовіка IX (пр. 1226—1270).
Найдавнішим прямим свідченням королівського дотику в Англії є фінансові записи часів правління Едуарда I (пр. 1272—1307).  

## Англія

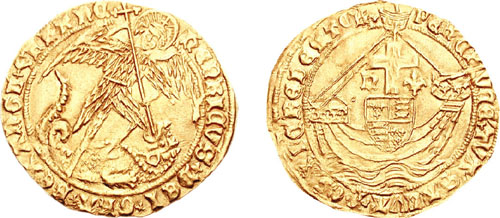
Генріх VI Ангел 1470 р.

З часів правління Едуарда IV (пр. 1461—1470, 1471—1483) монархи дарували хворим золоту монету, відому як Енджел, і вішали її на шию підданого. На реверсі монети був зображений корабель, а на аверсі — архангел Михаїл, який вбиває дракона. Енджели були грошовою одиницею і оцінювались у 80 пенсів (пів марки або 6s 8d). Також, їх використовували як амулет: проколювали, щоб повісити на шию. Хворим було наказано постійно носити її, щоб забезпечити успіх лікування, проте не всі люди приймали ідею королівського дотику і чудесного зцілення; багато хто просто прагнув отримати цінну золоту монету. Енджел зняли з виробництва в 1634 році, і тоді ж була викарбувана маленька золота медаль за королівський дотик.

### Процедура
Генріх VII (пр. 1485—1509), перший Тюдор на англійському троні, був зацікавлений у легітимізації свого правління. Саме він твердо встановив і кодифікував ритуал, значною мірою покладаючись на прецедент, створений його попередниками. Він складався з чотирьох окремих елементів:
1. Монарх торкався (або гладив) обличчя чи шию інфікованої людини.[2]
2. Монарх вішав монету на шию хворого.[2]
3. Були зачитані уривки з Євангелія від Марка (16: 14–20) та Євангелія від Івана (1: 1–14).[2]16 розділ Євангелія від Марка містить теми, які підтверджують імунітет монарха до інфекційних хвороб:[4]«Вони візьмуть змій, і коли вип'ють смертоносного, то це не зашкодить їм; покладуть руки на недужих, і вони одужають». Марка 16:18
4. Прозвучали молитви. До Реформації в Англії молитви зверталися не лише до Бога, але й до Діви Марії та інших святих.[2]

Спочатку дотик мав на меті лікувати туберкульозний шийний лімфаденіт (більш відома як золотуха або «королівське зло»), ревматизм, конвульсії, лихоманку, сліпоту, зоб та інші недуги. Однак з часів правління Єлизавети I (пр. 1558—1603), дотик застосовувався лише до людей, які страждали від золотухи.  
Генріхівська практика рідко модифікувалася, зміни в церемонії були незначними; Єлизавета I обводила хресним знаменням голову зараженої особи, тоді як її наступник Яків I (р. 1603—1625) гладив нариви.

### Періодичність

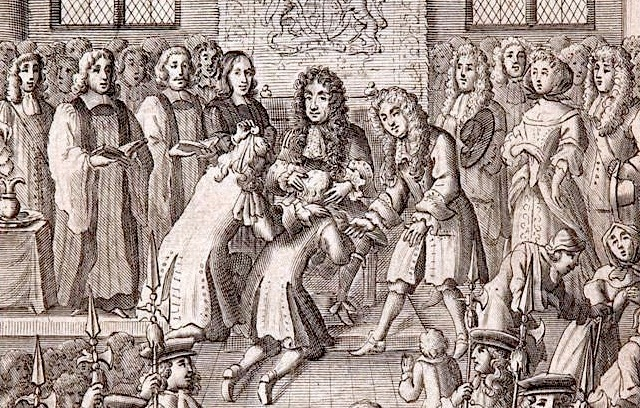
Карл II проводить королівський дотик; гравюра Роберта Вайта (1684)

Ритуал зазвичай проводили між днем Святого Михаїла та Великоднем, коли холодна погода зменшувала ймовірність зараження від інфікованого суб'єкта. А ще вважалося, що лікування має більше шансів на успіх, якщо проводиться у святий день.
Англійські монархи зазвичай торкалися рідше, ніж їхні французькі колеги.Едуард I доторкався до 1 736 осіб щорічно (не торкався під час своїх частих військових походів за кордон). Генріх VII — 7-8 інфікованих людей щороку, хоча бували інтервали в кілька років, коли він взагалі не виконував ритуал. Генріх VIII (пр. 1509—1547) торкнувся 59 людей між початком січня 1530 року та кінцем грудня 1532 року. Протестант Едуард VI (пр. 1547—1553) зовсім не виконував ритуалу, а от католичка Марія I (пр. 1553—1558) ставилася до цього дещо серйозніше.На початку свого правління протестантка Єлизавета I неохоче брала участь у ритуалі, в ефективності якого вона, ймовірно, сумнівалася. Проте вона відновила практику в 1570 році, після того, як католицька церква відлучила її від церкви і заявила, що таким чином Єлизавета втратила свій цілющий дотик.
Частота ритуалу досягла свого апогею під час правління Карла II (пр. 1660—1685), єдиного англійського монарха, який застосовував королівський дотик частіше, ніж французькі королі. Він доторкнувся до 92 000 людей — понад 4 500 щороку. Яків II (пр. 1685—1688) дуже скептично ставився до ритуалу, але все ж дотримувався. Вільгельм III (пр. 1689—1702) і Мері II (пр. 1689—1694) відмовилися брати участь у тому, що вони вважали забобонами. Коли один підданий попросив його доторкнутися, Вільгельм, за переказами, сказав:: «Дай Бог тобі міцніше здоров'я та кращий розум». Анна (пр. 1702—1714) відновила цю практику, торкнувшись 30 людей 6 жовтня та 20 19 грудня 1702 р. Серед людей, до яких доторкнулася Анна, було немовля Семюел Джонсон.Георг I (пр. 1714—1727) відмовився від цієї практики, але якобітські спадкоємці вигнаного Якова II заявляли про цю здатність до 1780-х років.
Лікар сер Річард Блекмор хвалив Вільгельма III і Георга І за те, що вони відмовилися від «цієї забобонної і нікчемної церемонії», яка, на його думку, була «попівською» змовою. Славна Революція і подальша відмова від ідеї божественного права королів зробила непотрібним королівський дотик як засіб доведення легітимності монарха.Інформація про те, що якобінці виліковують золотуху дотиком, були спростовані дописувачем газети General Evening Post: «Славна королівська родина, яка зараз на троні, зневажає такі дитячі омани, такі маленькі благочестиві шахрайства, щоб довести своє божественне право на корону. Вони діють згідно з благородними принципами; вони не бажають, щоб їхній Трон підтримувався махінаціями». Церемонія остаточно зникла з Книги спільних молитов у 1732 році.

## Франція

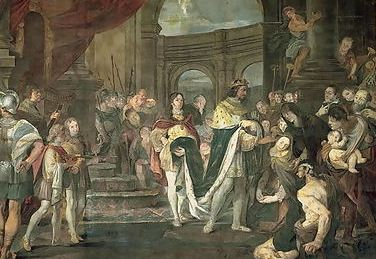
Франциск I (р. 1515—1547) торкається золотушного в присутності Папи Римського в Болоньї в 1515 році; фреска Карло Чіньяні

У Пізньому Середньовіччі королівський дотик став невід'ємною частиною коронації французького монарха в Реймському соборі. Обряд включав помазання рук короля, що, за повір'ям, наділяло його здатністю лікувати. Після коронації та миропомазання відбувалася подорож до Корбені, де знаходиться святиня святого Маркуфа (пом. 558 р.), покровителя золотушних людей. Коли паломництво завершувалось, вважалося, що новообраний король вже володіє священною силою дотику.
Як повідомляється, на смертному одрі Філіп IV (пр. 1285—1314) дав вказівки своєму синові і спадкоємцю Людовіку X (пр. 1314—1316) про зцілення золотухи дотиком. Філіп VI (пр. 1328—1350), перший король Валуа, прагнув продемонструвати, що він успадкував лікувальні здібності своїх суверенних двоюрідних братів і предків, тим самим доводячи, що він є їхнім законним спадкоємцем. Між 1 січня і 30 червня 1337 року він доторкнувся до 35 осіб; деякі з них походили з Бретані, Брабанту і Віваре.
Демонолог П'єр де Ланкре (1553—1631) вихвалявся, що навіть мертві французькі монархи можуть зцілювати; в 16 столітті все ще вірили, що цілющу силу зберігає рука Святого Людовика IX, яка зберігається в монастирі Поблет в Каталонії. Щоб доторкнутися до руки французького короля, у XIII столітті люди приїжджали з таких далеких країн, як сучасні Італія та Іспанія. Іноземці розташовувалися в певному порядку, причому іспанці мали перевагу над усіма іншими, а піддані короля йшли останніми.

### Релігійні війни

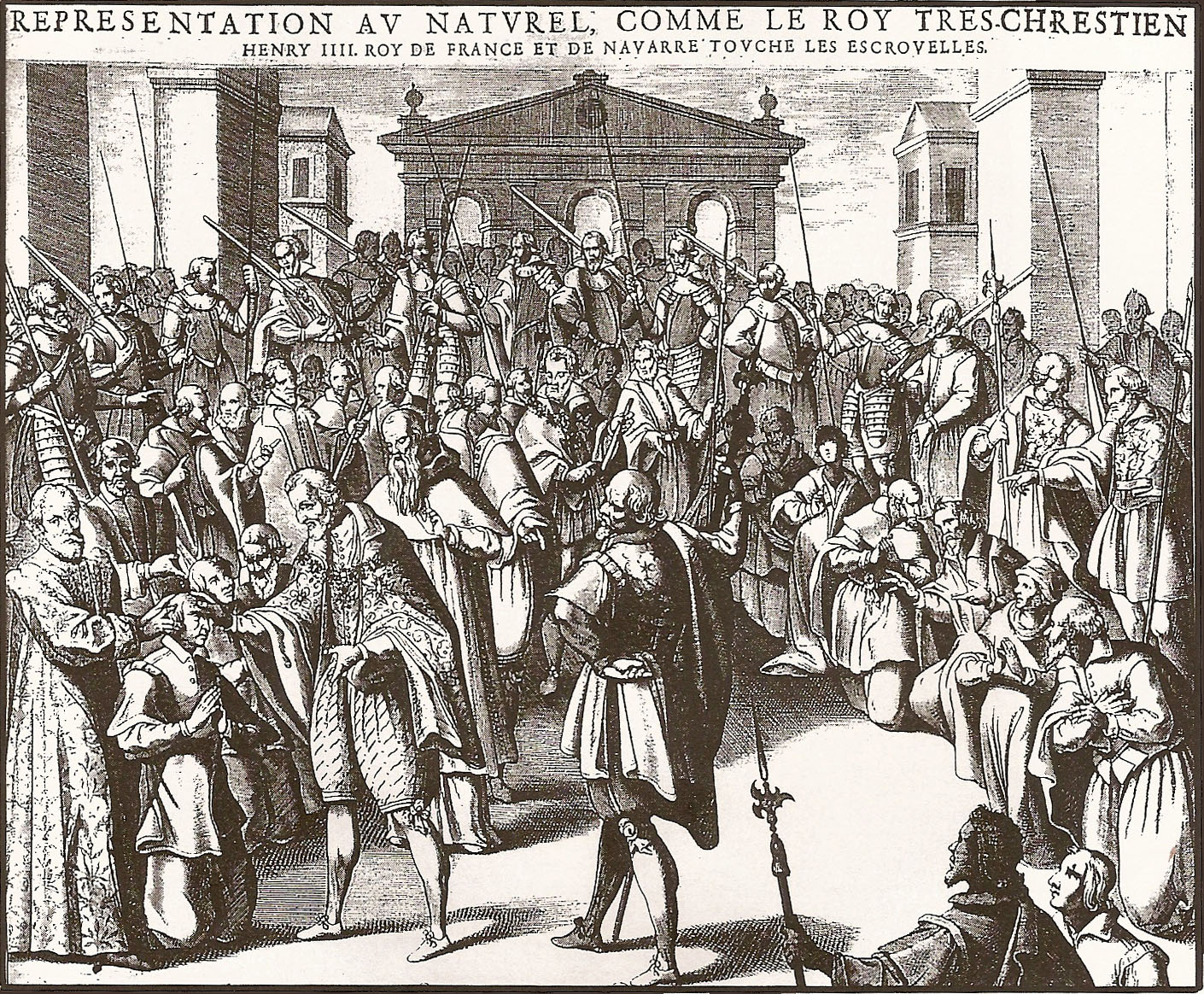
Генріх IV торкається 575 людей у Реймсі під час Страсного тижня 1606 року; гравюра П'єра Фірренса

Ідея королівського дотику сприяла зміцненню влади монархії, але в 16 столітті церемонія проводилася рідко. Під час релігійних війн у Франції (1562—1598) золотуха поширилася більше, ніж будь-коли. Католицька ліга розпочала пропаганду, стверджуючи, що Генріх III (пр. 1574—1589) не міг зцілювати дотиком через свою аморальність. Після вбивства Генріха III і приходу до влади протестанта Генріха IV (пр. 1589—1610) Ліга заявила, що Бог відкличе свій дар, якщо французи приймуть його як свого суверена, і що золотуха більше ніколи не буде вилікувана.

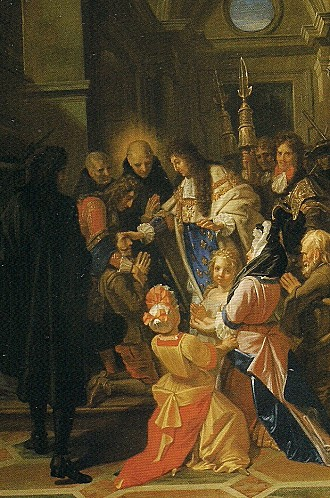
Людовик XIV торкається золотушного в 1690 році; картина Жана Жувене

Після прийняття католицизму та утвердження влади, Генріха IV прославляли не лише як цілителя золотушних, але й як цілителя королівства. Перший Бурбон на французькому престолі вирішив скористатися здібностями, які приписували його попередникам, щоб підтвердити легітимність свого правління. Однак він опинився в незручній ситуації: його коронували в Шартрському соборі, а не в Реймсі, і тому він не відвідав святиню Святого Маркуфа. Тому він стверджував, що королівський дотик — це те, що йому передали його попередники і Божа благодать, а не здатність, яку дарує обряд коронації. Генріх вирішив не демонструвати свій «божественний дар» одразу після коронації в Шартрі в лютому 1594 року; натомість він вирішив зберегти містичний елемент свого королівства до в'їзду в Париж у березні. Через два тижні після цієї події, на Великдень, Генріх вперше застосував цілющу силу.
Рішення Генріха IV вдатися до цієї практики слугувало для його підданих наочним доказом того, що Бог схвалює його правління. Королівські лікарі та інші свідки стверджували, що принаймні половина хворих, до яких він торкався, зцілювалися протягом декількох днів. Церемонії відбувалися і в інших містах щонайменше чотири рази на рік: на Великдень, на Святу Трійцю, на День всіх святих і на Різдво. На Великдень 1608 року Генріх IV доторкнувся до 1250 хворих. Він скаржився, що багатогодинна церемонія виснажує його, але продовжував цю практику і створював враження, що робить це тільки з турботи про благополуччя своїх підданих. Церемонія відбувалася в присутності принців крові, альмонерів, охоронців і лікарів. Останні представляли Генріху пацієнтів, і він перехрещував щоки свого підданого, торкався його болячок і вигукував: "Король! «Король торкається тебе, Бог зцілює тебе». (Французькою: «Le Roy te touche et Dieu te guérit»).

### Занепад практики
Людовик XIII (пр. 1610—1643) і Людовик XIV (пр. 1643—1715) брали активну участь у церемоніях. Останній торкнувся 1600 людей на Великдень 1680 року. Вольтер (1694—1778) презирливо писав, що втратив довіру до королівського дотику, коли почув, що коханка Людовика XIV померла від золотухи, «незважаючи на те, що король дуже добре до неї торкався». Після 1722 року фраза, яку вигукував король, торкаючись до інфікованого, змінилася на більш обнадійливу: «Король торкається тебе, нехай Бог зцілить тебе». (Нова фраза не означала, що Бог неодмінно виконає бажання монарха, а була молитвою, яка могла зцілити або не зцілити). Людовик XV (пр. 1715—1774) скептично ставився до королівського дотику. Він застосовував його на початку свого правління, але спричинив скандал, коли не зміг викликати хворих на золотуху на Великдень 1739 року. Таким чином, звичай був призупинений на 36 років, поки Людовик XVI (пр. 1774—1792) не відродив його на своїй коронації 11 червня 1775 року, доторкнувшись до 2400 осіб. Після Реставрації Бурбонів Людовик XVIII (пр. 1814-24) не практикував цей звичай; однак його наступник Карл X (пр. у 1824—1830 рр.) під час своєї коронації 29 травня 1825 року торкнувся до 121 підданого, намагаючись утвердити спадкоємність монархії Ancien Régime та її права на божественне право. Відтоді, Королівський дотик ніколи більше не використовувався у Франції.  

## Спадщина та порівняння
Королівський дотик був не єдиною «чудодійною» цілющою силою, яку приписували європейським правителям. Вважалося, що середньовічні монархи Кастилії мали здатність виганяти демонів, перехрестившись і звернувшись до Бога, а їхні угорські колеги нібито виліковували жовтяницю. Подібним чином англійські монархи роздавали кільця від спазмів, які вважалися ліками від «диявольських» хвороб, таких як судоми та епілепсія.
Інокуляція, рання форма імунізації, була запроваджено в Англії за часів правління Георга І, який поклав остаточний край королівському дотику в Англії. Члени монаршої родини рішуче підтримували ідею чудодійного дотику, але вона була суперечливою як з медичної, так і з політичної та теологічної точок зору. Історик медицини Адріан Вілсон описав його як "вігський і ганноверський еквівалент стюартівської практики дотиків при золотусі. Але якщо королівський дотик використовував божественні сили, що базувалися на спадковому праві, то щеплення використовувало природні сили людини, а монарх був радше доброзичливим спостерігачем, аніж обов'язковим учасником процесу.
Науковці мали різні думки щодо королівського дотику: від зневаги у 19-му та на початку 20-го століття до більш прихильного ставлення. Політик вігів лорд Маколей (1800—1859) висміював його як «абсурдний забобон допросвітницької епохи». Професор медицини Лондонського університету сер Раймунд Кроуфурд опублікував у 1911 році дослідження, в якому розкрив своє захоплення цією «сумнівною, хоча й екзотичною» практикою. У 1924 році з'явилося дослідження французького історика Марка Блоха «Тавматургами королівства» (Les Rois thaumaturges). Блох був спантеличений живучістю цієї практики і погодився з оцінкою лорда Маколея, що вона ґрунтується на формі масової істерії. Однак останнім часом історики пояснюють популярність королівського дотику наївністю мас. Британський історик Кіт Томас розглядав його у контексті релігії та магії, а його колега і співвітчизник Дж. К. Д. Кларк пояснював існування практики у 18 столітті стійким уявленням про божественне право королів. Католицька письменниця Соланж Герц особливо захищала цю практику, стверджуючи, що французькі королі справді мали цілющу силу як «квазі-єпископи церкви» («quasi-bishop[s]»), якщо тільки вони перебували у стані благодаті.

## У художній літературі
У «Поверненні короля» Араґорн надає додаткові докази того, що він є законним королем Гондору, демонструючи, що він має «руки цілителя», рятуючи стільки, скільки міг після битви на Пеленнорських полях.